# 任天堂Switch Pro控制器
任天堂Switch Pro控制器，通常简称Switch Pro控制器，是任天堂电子游戏机任天堂Switch的游戏控制器，可替代Joy-Con。

## 历史
该控制器于2016年10月20日与任天堂Switch一起公布，2017年3月3日上市。

## 特色
任天堂Switch最多可供八台Pro控制器同步游玩。此外，该控制可以配合或连接到Windows电脑和苹果iPhone/iPad/Apple TV游戏，其中Steam客户端于2018年5月9日的测试版更新中增加对控制器的支持，苹果设备则在2022年6月6日更新的iOS 16、iPadOS 16和tvOS 16更新中加入对控制器的支持。此外，控制器还支持与Amiibo、HD Rumble及动态控制产品的近场通讯。控制器充满电需要约6个小时，满电状态下电池续航时间约40小时。

## 特别版
除了黑色版外，任天堂Switch Pro控制器还有以下特殊版本：
- 《斯普拉遁2》绿色（左边）加粉色（右边）手柄版
- 《异度神剑2》粉色手柄版
- 《任天堂明星大亂鬥 特別版》白色手柄版
- 《魔物獵人 崛起》黑色手柄版
- 《魔物獵人 崛起：破曉》黑色手柄版
- 《斯普拉遁3》深藍色（左边）加螢光黃色（右边）手柄版
- 《薩爾達傳說 王國之淚》黑色（左边）加白色（右边）手柄版

## 彩蛋
早期出售的任天堂Switch Pro控制器中，被发现在右摇杆的上方的主板上印有“Thx 2 All Game Fans！”（感谢所有游戏迷！）的字样。